# Chorizandra enodis
Chorizandra enodis är en halvgräsart som beskrevs av Christian Gottfried Daniel Nees von Esenbeck. Chorizandra enodis ingår i släktet Chorizandra och familjen halvgräs. Inga underarter finns listade i Catalogue of Life.